# Fluotournage
Le fluotournage consiste en la déformation plastique de métaux, le fluage, entre une broche et une ou plusieurs molettes, entre lesquels la matière « s'écoule », d'où son nom. Ce principe, qui s'apparente à la technique du potier, est connu depuis longtemps, mais mécanisé seulement depuis les années 1950. Il se différencie du repoussage par le fait qu'il entraîne une réduction d'épaisseur, alors que le repoussage se fait à épaisseur constante. Ce procédé peut être réalisé à froid ou à chaud, selon les métaux utilisés.

## Caractéristiques
Ce procédé est très intéressant au niveau de sa grande simplicité de mise en œuvre, mais aussi par sa compétitivité sur le plan économique.
- pièces à symétrie de révolution
- épaisseurs pouvant être très faibles
- excellentes précisions dimensionnelles
- économie de matière
- pas d’enlèvement de copeaux
- réduction de l’usinage
- très bon état de surface
- grande variété de métaux
- en fluotournage à froid, élévation des caractéristiques mécaniques par écrouissage (possibilité d'éviter les traitements thermiques finaux)
- pas de lubrification ou de traitement de surface des ébauches
- efforts modestes, donc machines de puissances moyennes

## Emplois divers
Selon les matériaux, le fluotournage s’effectue à froid ou à chaud (450 à 1050° selon la matière). Technique utilisée dans le domaine de l’aérospatiale pour la fabrication de pièces en acier réfractaire ou inoxydable de grande dimension et faible épaisseur, sans soudage. L’industrie automobile l’utilise pour la fabrication des jantes en aluminium.
La figure 2 montre le schéma d'un processus fluotournage.
- 1. Un flan de tôle est placé entre la broche et les galets de la machine à fluer. La broche a la forme intérieure de la pièce finale souhaitée.
- 2. Un rouleau presse la tôle contre la broche pour qu'il prenne sa forme.

## Autres techniques de déformation
Déformation du métal différente de celle du fluotournage.
- le repoussage,
- le repoussé,
- l’embossage.